# Chiusi
Chiusi je město ležící v jihovýchodní části italského Toskánska, mezi Bolsenským jezerem a Trasimenským jezerem a je součástí provincie Siena. Je známo jako významná lokalita etruské a raně středověké kultury. Je sídlem diecéze Montepulciano-Chiusi-Pienza.

## Administrativní dělení
Město se skládá ze šesti místních částí: Chiusi (historické město),  Chiusi-Scalo, Chiusi-Chianciano Terme, Macciano, Montallese, Querce al Pino.
Sousedními obcemi jsou Castiglione del Lago, Cetona, Chianciano Terme, Città della Pieve, Montepulciano a Sarteano.

## Historie
První významné archeologické nálezy z těchto míst pocházejí z pravěku, z 8. století př. n. l. Město je starověkého etruského původu, nazývalo se tehdy Clevsins, latinsky Clusium (Klysion, ve starověké řečtině Κλύσιον), protože leželo na tepně, spojující Řím se severní Etrurií po proudu Tibery a jejího hlavního přítoku, řeky Clanis. Stejnojmenné údolí je mimořádně úrodné.
První písemná svědectví o Chiusi pocházejí z období helénismu. Název města Chiusi se objevuje v souvislosti s nájezdy Keltů. Následují příběhy o osobnostech zdejších vládců. V roce 510 př. n. l. zde vládl slavný clusijský král Lars Porsenna, který se svým vojskem táhl do Říma na pomoc poslednímu etruskému králi Tarquiniovi Superbovi. Legendární Porsennovo mausoleum popsal Plinius Starší ve svém Přírodopisu z roku 77. Bývá v Chiusi hledáno v labyrintu chodeb v podzemí stojícího dómu.
V roce 295 př. n. l. byla nedaleko města svedena bitva u Sentina, rozhodující bitva třetí samnitské války proti Římské republice.
Komunita křesťanů se zde usídlila ve 2.- 4. století, dochovaly se dvoje podzemní katakomby.
Roku 476 město získali Ostrogóti pod vedením Odoakra, po nich Byzantinci a Langobardi, kteří zavedli křesťanství jako hlavní náboženství. První biskup nastoupil roku 540.
Za vlády císaře Jindřicha VI. Štaufského v roce 1191 město postihla katastrofální epidemie malárie. Po zásadním úbytku počtu obyvatel město ztratilo svou samostatnost a bylo podřízeno nejdříve Orvietu a od roku 1231 Sieně.
V roce 1556 se Chiusi stalo součástí Toskánského velkovévodství a v roce 1861 sjednocené Itálie.

## Doprava
- Železniční doprava má na trati Řím-Montepulciano nádraží v místní části Chiusi-Chianciano Terme, které leží v údolí a je od historického centra vzdáleno 6-9 km. Jeho název Lázně je historický, kromě archeologické památky žádné současné lázně nemá.
- Městská autobusová doprava má tři linky a jejich jízdní řád je přizpůsoben pracovní době místních obyvatel.  Toho využívají taxíky se stanovištěm před železničním nádražím.

## Památky a archeologické lokality

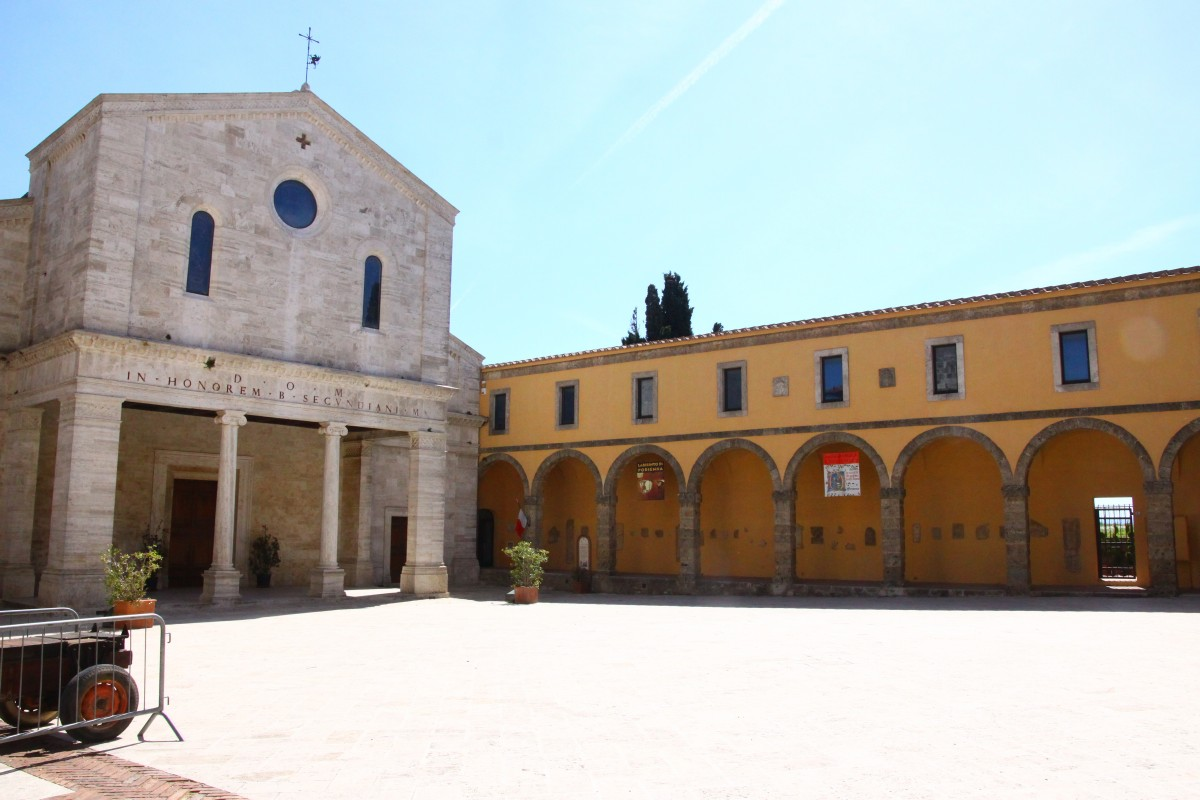
Katedrála a Dómské náměstí

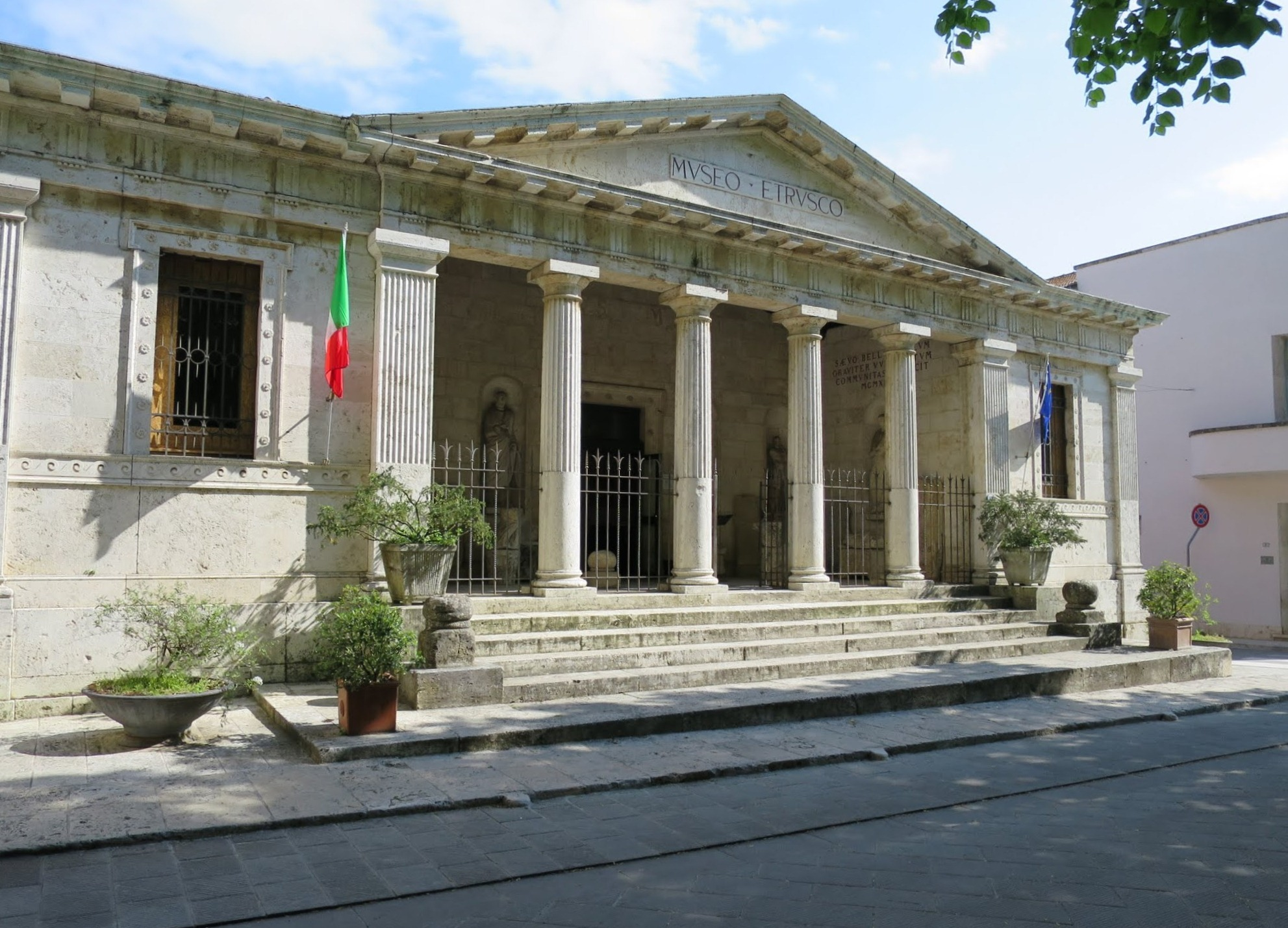
Národní etruské archeologické muzeum

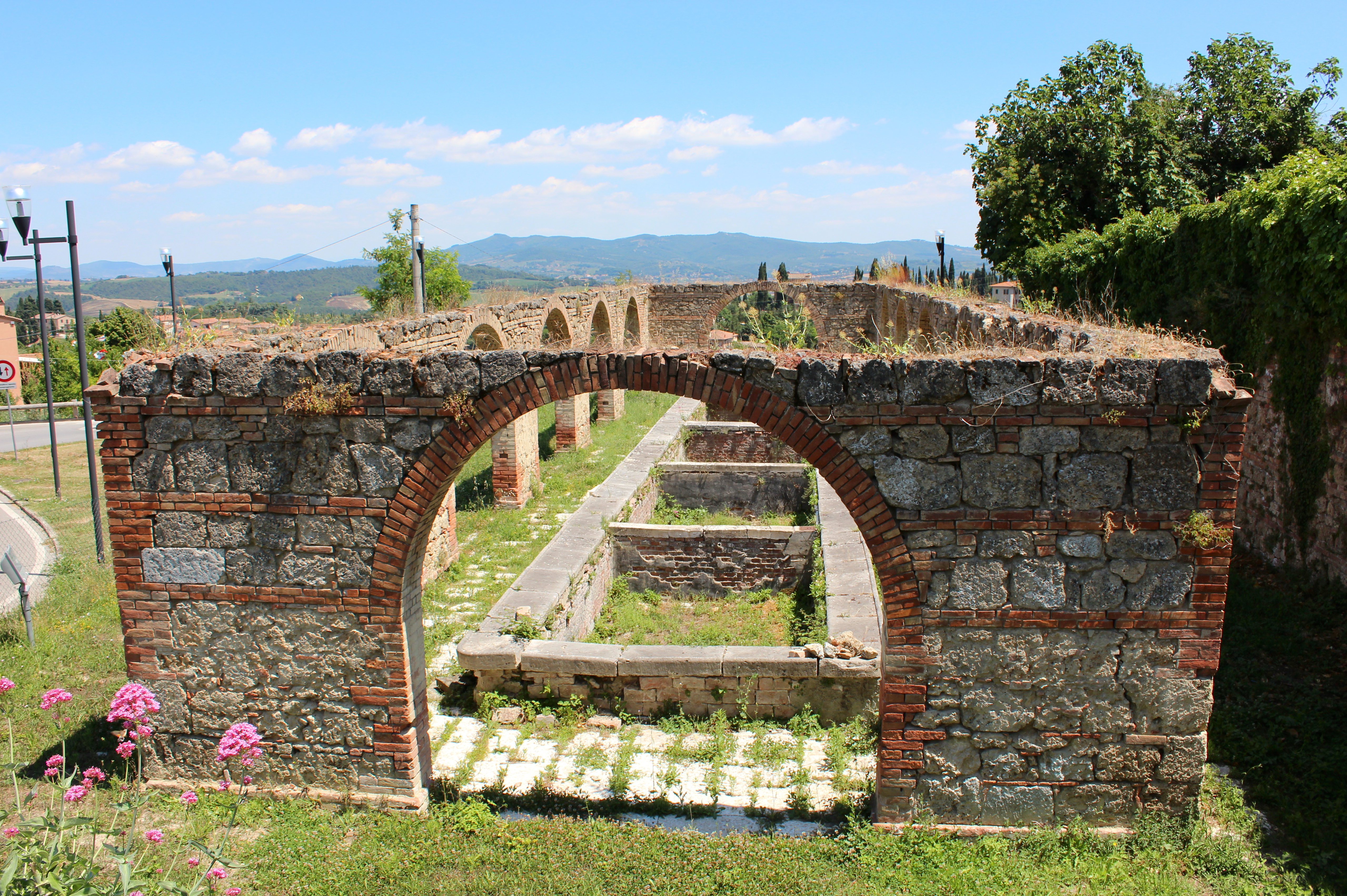
Antické lázně

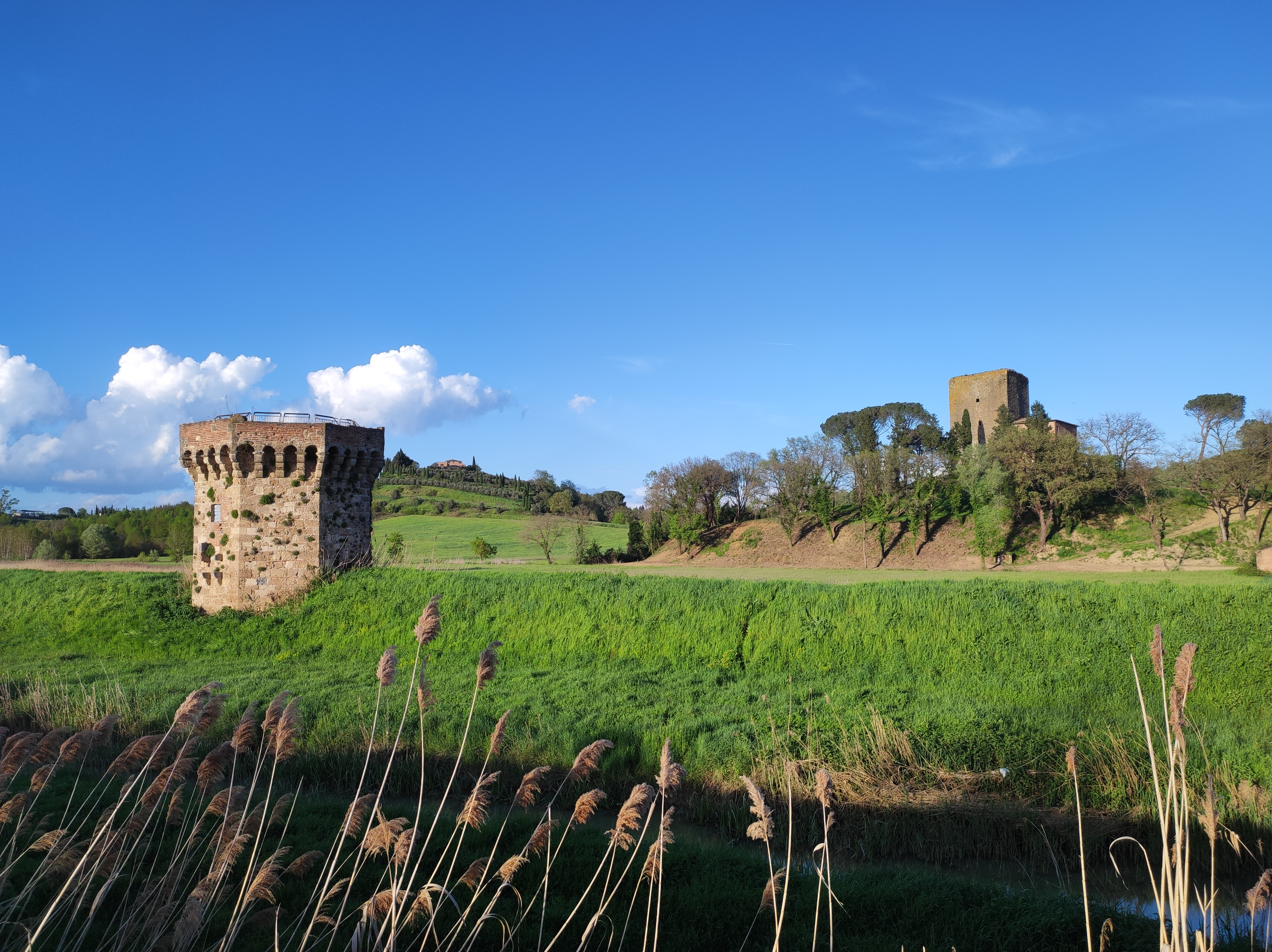
Věže středověkého opevnění v širším okolí města

Staré město Chiusi-Scalo tvoří akropoli, vyvýšenou nad současným městem. Na její plošině je kolem dvou náměstí soustředěna většina památek a významné městské stavby, zatímco archeologické památky jsou rozesety i v širším okolí. 
První okrsek památek se rozkládá kolem katedrály s katedrálním muzeem a vstupem do podzemních chodeb, s protějším etruským muzeem. Druhý okrsek tvoří Piazza Venti Settembre s palácem Pallazzo delle Logge a radnicí (Municipio), od níž vede úzká ulička k městskému muzeu (z nějž se vstupuje do druhé skupiny podzemních chodeb), ke klášteru s kostelem františkánů a dalším chrámům.   
- Konkatedrála svatého Secondiana a Mustioly - původem raně křesťanská stavba, stojící na etruských základech s podzemní chodbou, zvanou Porsennův labyrint. Chrám založil chiuský biskup Fiorentino v letech 554–560, z té doby se dochovaly některé sloupy a část mozaikové podlahy. Stavba je románská z 12. století, z téže doby pochází cyklus fresek v apsidě. Samostatně stojící zvonice (kampanila) je renesanční z roku 1585. Hroby svatého Secondiana a Mustioly jsou v hlavním oltáři. V letech 1775 a 1822 byla stavba adaptována. Slouží jako konkatedrála spojené diecéze Montepulciano-Chiusi-Pienza.
- Katakomby svaté Mustioly, raně křesťanské mučednice a patronky města; klenutý podzemní chrám ze 3. století navazuje na labyrint chodeb Porsenny; původní hrob svaté Mustioly[1]
- Katakomby svaté Kateřiny Alexandrijské - samostatné prostory v dolní části města, přístupné jen s průvodcem
- Lavatori di Porta Lavinia - římské lázně, archeologická lokalita
- Část středověkého městského opevnění s věží Torre Beccati Questo
- Pevnost na severozápadní straně plošiny (nyní škola), městské šance a park kolem náměstí Piazza Vittorio Veneto
- Kostel svatého Františka z Assisi, založený minority roku 1212, přestavěný a nově zaklenutý v barokním slohu, upravený v 19. století.
- Kostel Santa Maria extra muros - první nadzemní křesťanský chrám, do něhož měly být z katakomb přeneseny ostatky zdejší mučednice Mustioly
- Etruské hrobky rodinné či individuální, rozeseté po městě a okolí; soustava 12 cihlových objektů, zpravidla zčásti zahloubených do terénu, přístupné jen s průvodcem.
- Renesanční kašna na náměstí Piazza Venti Settembre
- Teatro Mascagni - konstruktivistická stavba ze 30. let 20. století (vedle Etruského muzea)

## Muzea
- Národní etruské muzeum (Museo nazionale etrusco di Chiusi[2]), sídlí v Porsennově ulici severně od dómu; bohatá sbírka etruských a římských archeologických památek;  vystavuje tři desítky etruských hrobů se sochami a malbami a množství dalších uměleckých památek.
- Diecézní (katedrální) muzeum křesťanského umění a podzemí  (Museo diocesano della cattedrale e cunicoli etruschi di Chiusi) - rozsáhlé sbírky křesťanského umění od středověku do 19. století, 20 pozdně gotických iluminovaných rukopisů z kláštera augustiniánů Monte Oliveto;  s průvodcem zpřístupňuje Porsennův labyrint.
- Městské muzeum (Museo civico), menší historická a archeologickí sbírka, s přístupem do druhého labyrintu podzemních chodeb

## Festivity
Hlavní slavnost města se koná 3. července a je spojena s oslavou svátku patronů města svatého Secondiana a svaté Mustioly.

## Partnerská města
- Neu-Isenburg, Německo
- Andrézieux-Bouthéon, Francie